# A Casa de Persianas Azuis
A Casa de Persianas Azuis é um óleo sobre madeira da autoria do pintor português Henrique Pousão. Mede 28,5 cm de altura e 25,6 cm de largura.
A pintura pertence ao Museu Nacional Soares dos Reis de Porto.